# Оборона (рух)
Оборо́на — російський безлідерний молодіжний суспільно-політичний рух. Здобув популярність на початку 2005 року.